# یواس‌اس پالمر (دی‌دی-۱۶۱)
یواس‌اس پالمر (دی‌دی-۱۶۱) (به انگلیسی: USS Palmer (DD-161)) یک کشتی بود که طول آن ۳۱۴ فوت ۵ اینچ (۹۵٫۸۳ متر) بود. این کشتی در سال ۱۹۱۸ ساخته شد.